# Кременная (приток Берёзовой)
Кременная — река в России, протекает в Чердынском районе Пермского края. Устье реки находится в 49 км по правому берегу реки Берёзовая. Длина реки составляет 26 км.
Исток реки на западных предгорьях Северного Урала в 12 км западнее посёлка Вижай. Река в верховьях течёт на северо-запад, затем поворачивает на юго-запад и юг. Река течёт по ненаселённой, всхолмлённой местности. Притоки — Шуниха, Пашкова (правые). Впадает в Берёзовую тремя километрами ниже посёлка Валай. Ширина реки у устья — 10 метров.

## Данные водного реестра
По данным государственного водного реестра России относится к Камскому бассейновому округу, водохозяйственный участок реки — Кама от водомерного поста у села Бондюг до города Березники, речной подбассейн реки — бассейны притоков Камы до впадения Белой. Речной бассейн реки — Кама.
По данным геоинформационной системы водохозяйственного районирования территории РФ, подготовленной Федеральным агентством водных ресурсов:
- Код водного объекта в государственном водном реестре — 10010100212111100006147
- Код по гидрологической изученности (ГИ) — 111100614
- Код бассейна — 10.01.01.002
- Номер тома по ГИ — 11
- Выпуск по ГИ — 1